# Chrášťany (Podsedice)
Chrášťany jsou vesnice, část obce Podsedice v okrese Litoměřice. Nachází se na jjv. svazích Českého středohoří asi dva kilometry na severozápad od Podsedic. Ve vesničce je malá kaple z roku 1825. Vede tudy silnice I/15. Chrášťany leží v katastrálním území Chrášťany u Dřemčic o rozloze 5,37 km².

## Historie
První písemná zmínka o vesnici pochází z roku 1450, kdy ji spolu s Oltáříkem a Děkovkou zastavil husitský hejtman Jakoubek z Vřesovic se svým synem Janem za 300 kop grošů Janovi z Polenska. Svým půdorysem patrným z mapy stabilního katastru z roku 1843 vesnice patří mezi vsi s návesní dispozicí.
Chrášťany se nakonec staly součástí panství Dlažkovice, které v roce 1667 koupil František Edmund Putz z Adlersthurnu a na Podsedicích od Kryštofa Václava z Winterfeldu.

## Obyvatelstvo
|           | 1869 | 1880 | 1890 | 1900 | 1910 | 1921 | 1930 | 1950 | 1961 | 1970 | 1980 | 1991 | 2001 | 2011 |
| --------- | ---- | ---- | ---- | ---- | ---- | ---- | ---- | ---- | ---- | ---- | ---- | ---- | ---- | ---- |
| Obyvatelé | 357  | 360  | 376  | 367  | 387  | 338  | 331  | 248  | 284  | 261  | 210  | 170  | 142  | 168  |
| Domy      | 66   | 71   | 74   | 79   | 83   | 84   | 91   | 92   | 86   | 80   | 74   | 86   | 97   | 105  |

## Pamětihodnosti
- Kaple z roku 1825
- Výklenková kaplička
- Pomník obětem první světové války
- pamětní deska Josefa Šumy

## Galerie

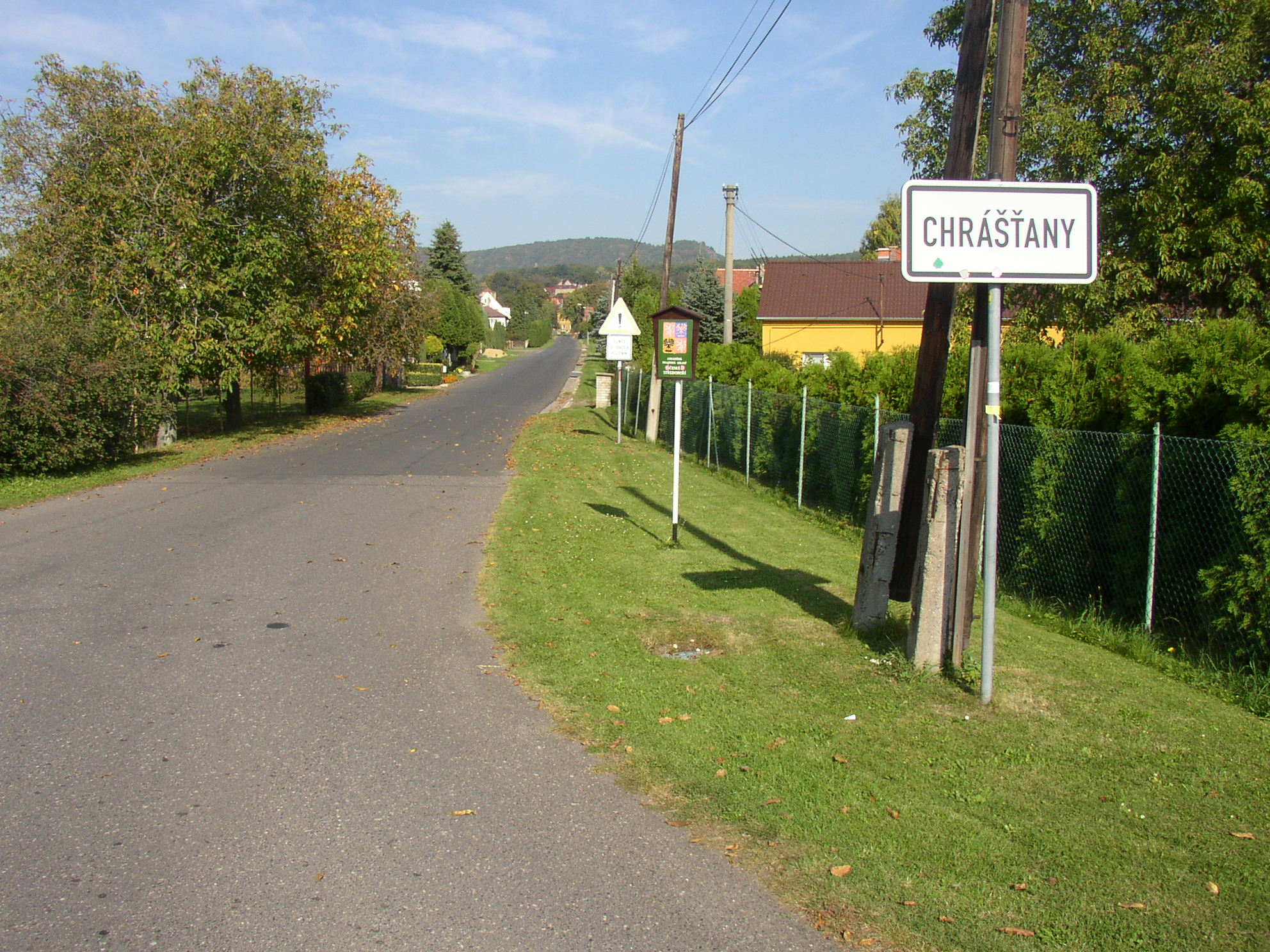
Příjezd do Chrášťan od jihu (dolní konec vsi u silnice I/15)
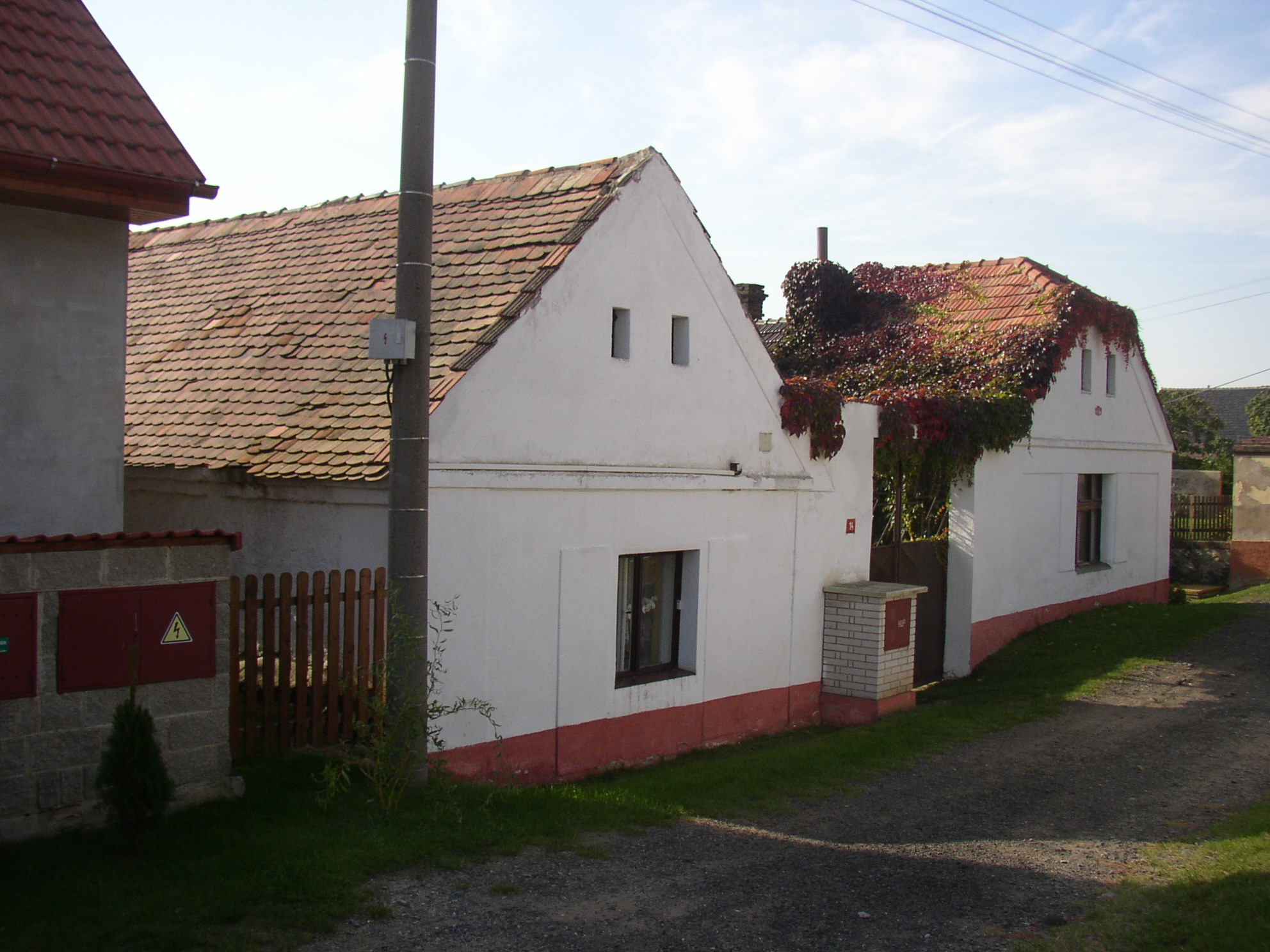
Stavení po jižní straně hořejší návsi
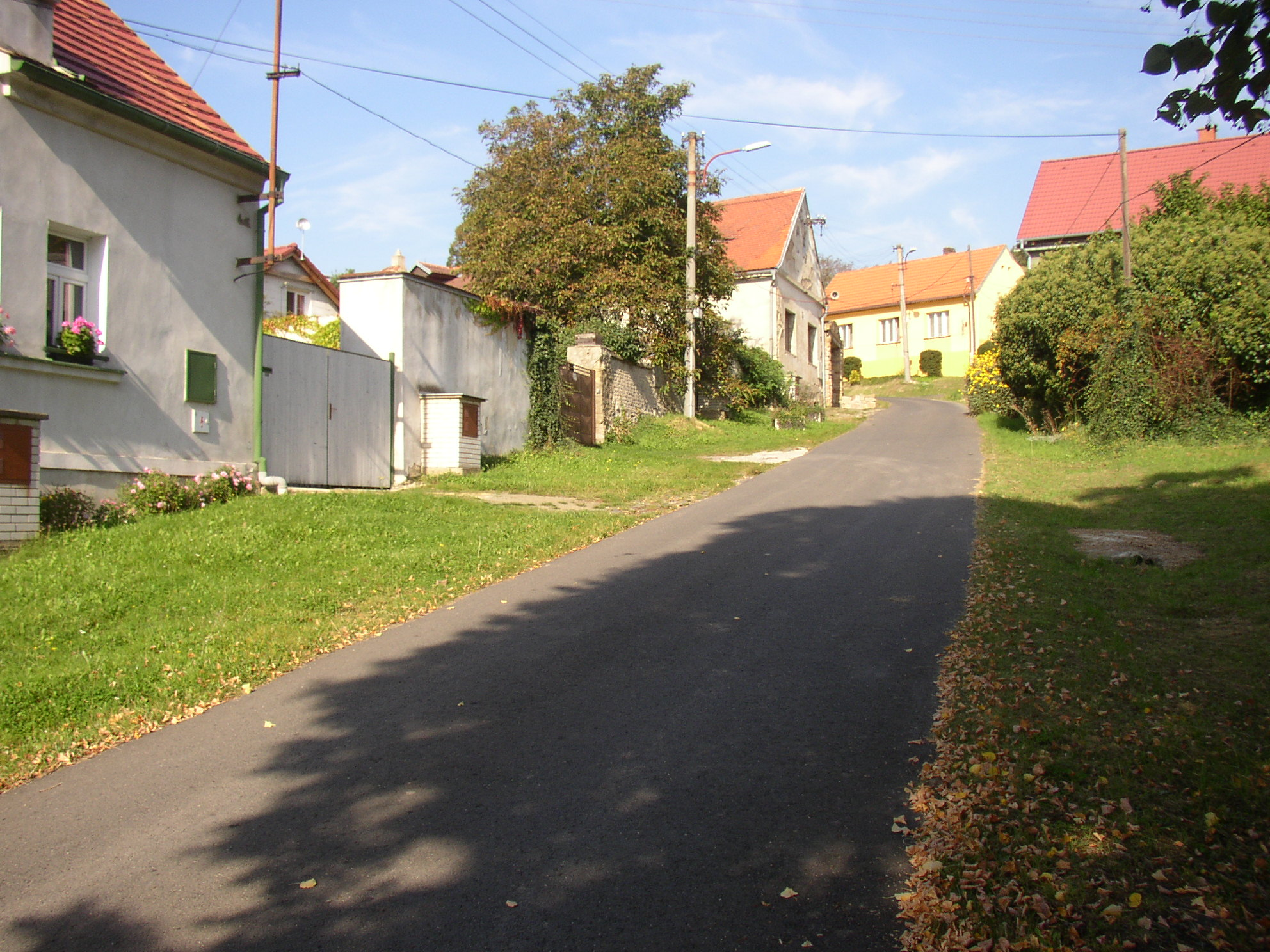
Hlavní ulice na horním, severním, konci vesnice
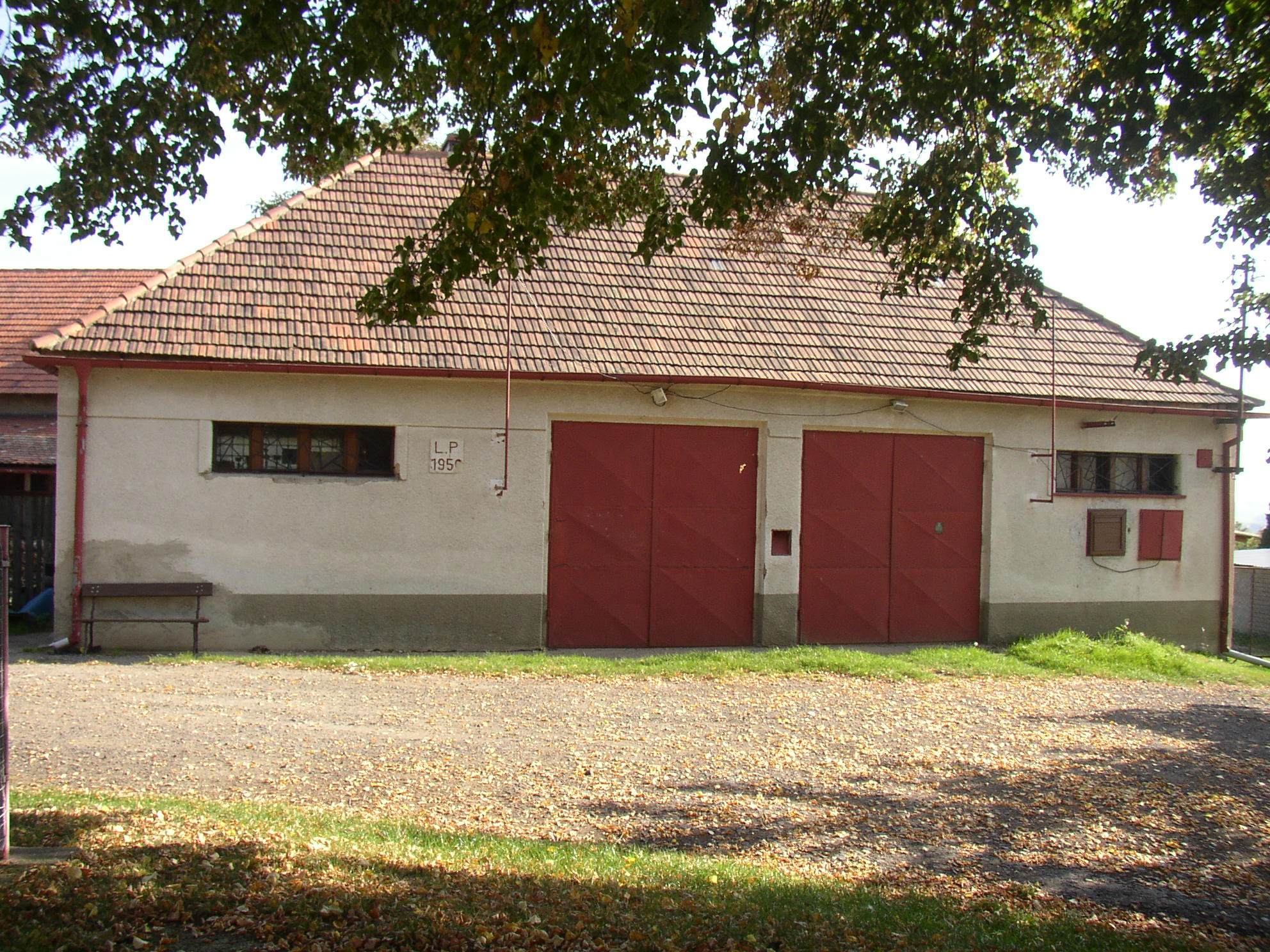
Hasičská zbrojnice z roku 1956
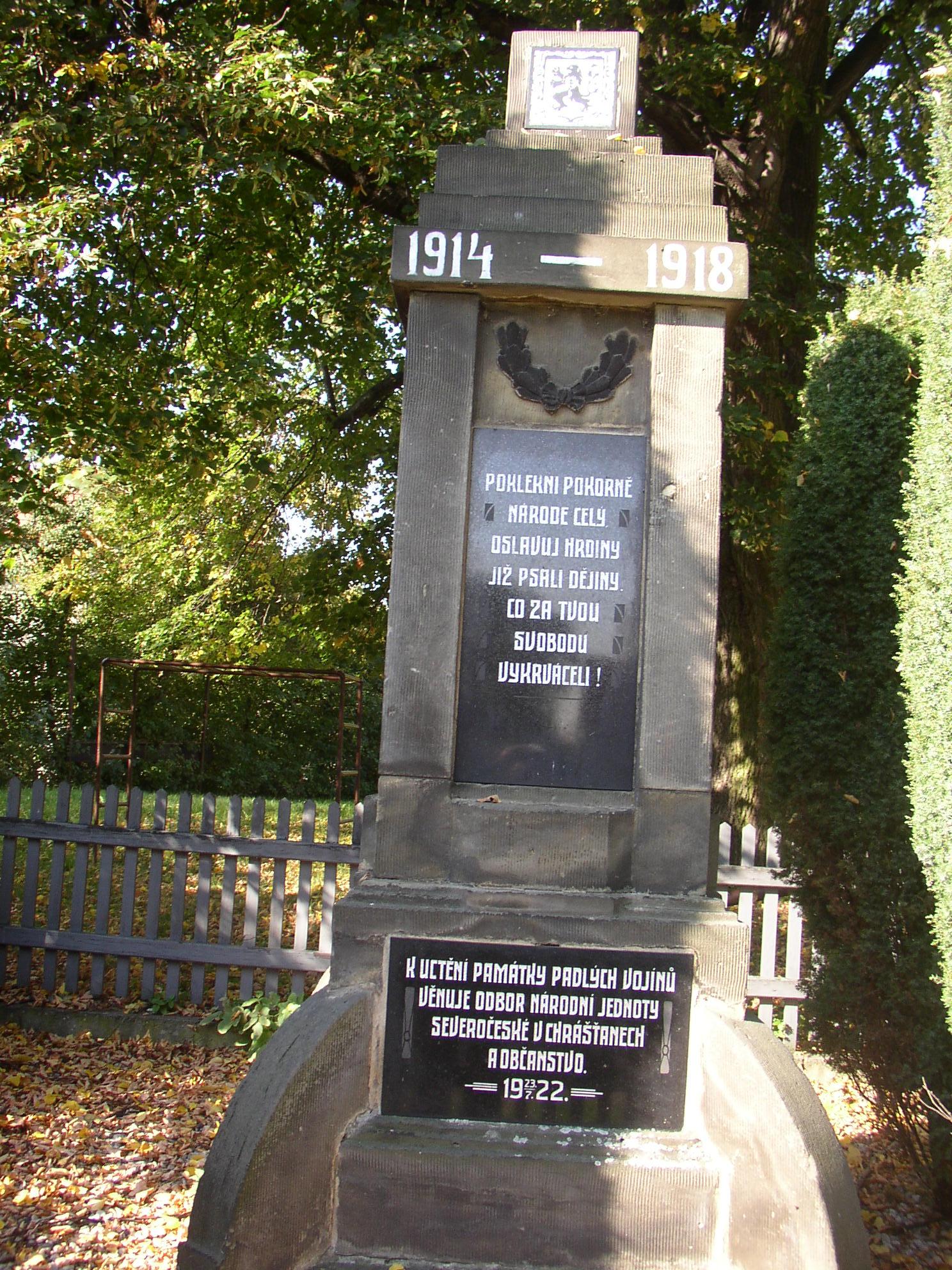
Pomník zřízený roku 1922 připomíná devět místních občanů padlých v první světové válce
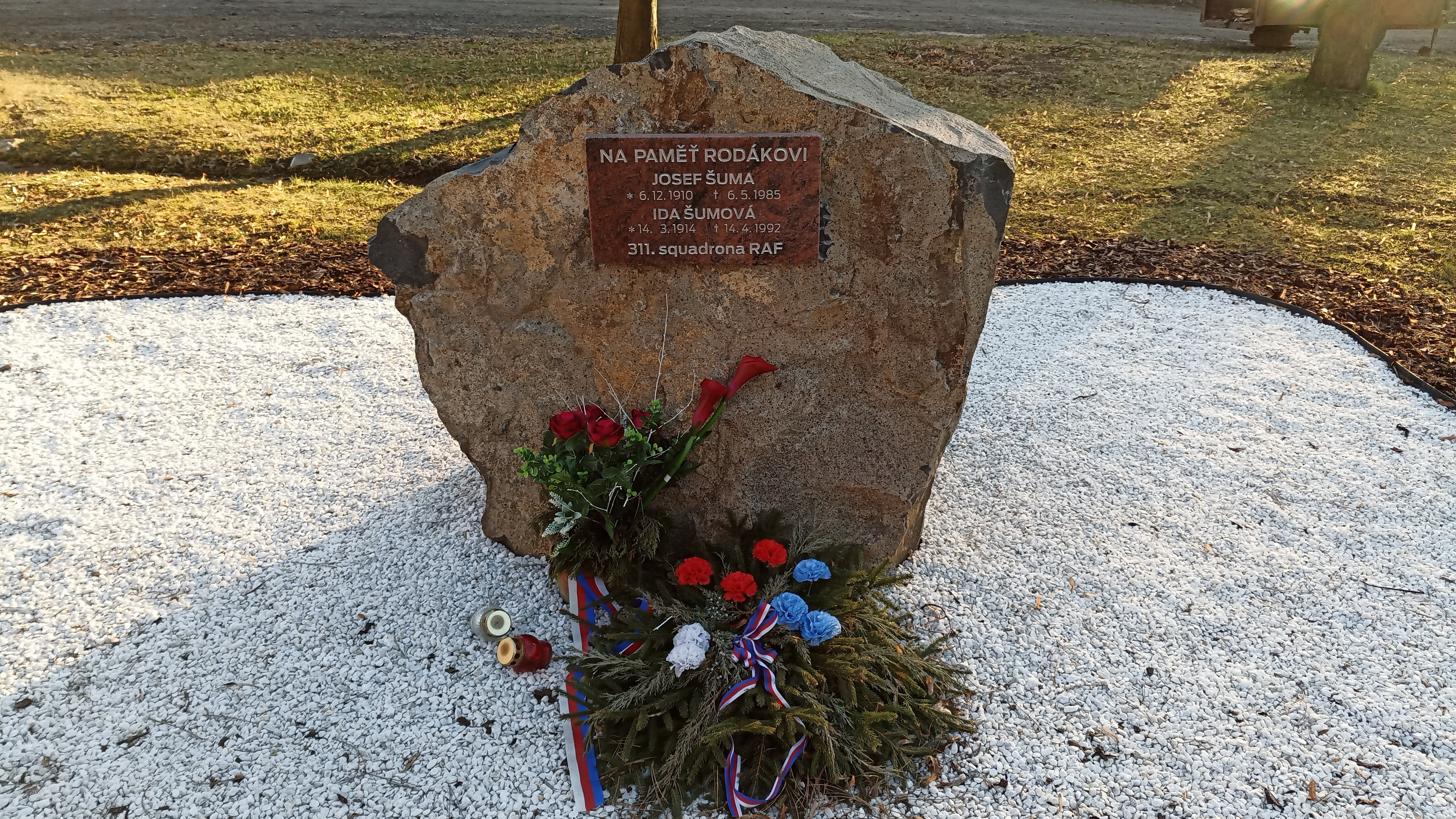
pamětní deska Josefa Šumy